# Májové spiknutí
Májové povstání byl pokus o ozbrojené povstání roku 1849, kterým chtěly české svobodomyslné síly navázat na revoluční rok 1848, stejně jako Maďaři a Italové.

## Předchozí události

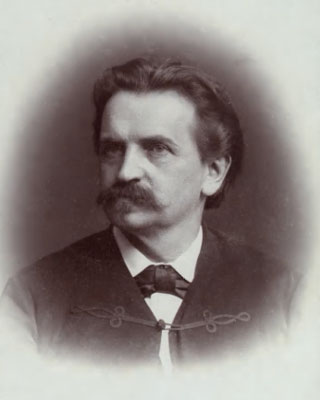
Josef Václav Frič, jeden z vůdců povstání

František Josef I., který nastoupil na rakouský trůn 2. prosince 1848, zaujímal ostře protirevoluční stanovisko.
Popudem pro rozšíření další nespokojenosti v Čechách byl pravděpodobně „Prozatímní odvodní zákon“ z 5. prosince 1848, jehož cílem bylo navýšení odvodních kvót do armády a zrušení dosavadních úlev studentům při odvodech. Přidala se také všeobecná nespokojenost s rostoucími cenami a nezaměstnaností.
Povstání připravovali čeští radikální demokraté ve spojení se známým ruským anarchistou M. A. Bakuninem, který hlavní cíl (rozbití habsburské monarchie) formuloval ve dvou „Provoláních ke Slovanům“.
Konkrétní příprava povstání byla zahájena v dubnu 1849, kdy byl získán pro tuto myšlenku i J. V. Frič a čeští studenti navázali kontakty s německými. Společně prováděli agitaci i mezi dělníky a na venkově. Byl ustaven Revoluční výbor, který chtěl dokonce vytvořit i prozatímní revoluční vládu v čele s Karlem Sladkovským.

### Konec povstání

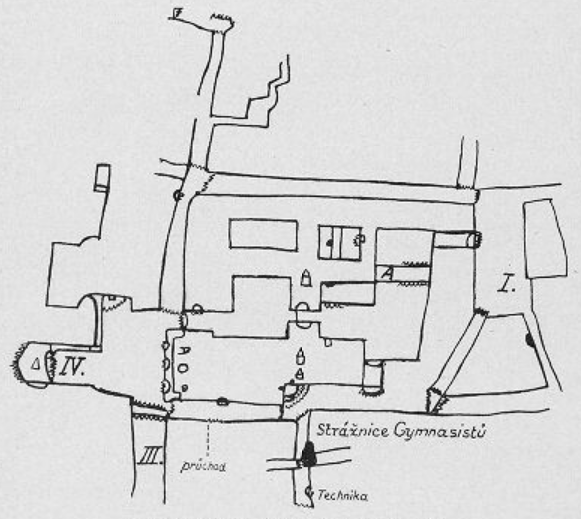
Fričův náčtrek Klementina

Povstání mělo být zkoordinováno s dalšími povstáními v Německu. Příprava povstání však byla odhalena kvůli indiskreci a stávala se pomalu veřejným tajemstvím. 3. května vypuklo v Drážďanech předčasně povstání (které bylo po 4 dnech potlačeno a zajat byl i Bakunin) a 7. května byl při návratu do Prahy chycen K. A. Röckel, jehož zápisník obsahoval jména osob, s nimiž se stýkal a v noci na 10. května 1849 byla většina účastníků zatčena. Mezi zatčenými byli např. K. Sabina, K. Sladkovský, J. V. Frič, E. Arnold, F. Havlíček nebo V. Gauč. Bylo vyneseno 25 rozsudků smrti, zatčení však byli amnestováni a k vykonání rozsudků smrti nedošlo. Sabina zřejmě patřil k nemalé skupině lidí, kteří byli revolučním rokem 1848 zklamáni natolik, že je nakonec i zlomili k udavačství. Zatčení měla za následek potlačení radikálního proudu.
První amnestie byla udělena v roce 1854, druhá v letech 1855-1856 a generální byla udělena 8. května 1857.
Nad Prahou (ale i nad pevnostmi Hradec Králové, Terezín, Josefov s Jaroměří) byl vyhlášen výjimečný stav, který byl zrušen zároveň až 1. září 1853 (zároveň s Vídní).